# اليمن في الألعاب الأولمبية الصيفية 2008
شارك اليمن في دورة الألعاب الأولمبية الصيفية لعام 2008 في بكين، الصين.

## ألعاب القوى
لم ينجح أي من العداءين اليمنيين في التأهل من تصفياتهما الافتتاحية، رغم أن وسيلة سعد سجلت رقماً قياسياً وطنياً جديداً في سباق 100 متر سيدات.
رجال
| الرياضي      | الحدث | التصفيات | التصفيات | نصف النهائي | نصف النهائي | النهائي  | النهائي  |
| الرياضي      | الحدث | النتيجة  | ترتيب    | النتيجة     | ترتيب       | النتيجة  | ترتيب    |
| ------------ | ----- | -------- | -------- | ----------- | ----------- | -------- | -------- |
| محمد اليافعي | 800 م | 1:54.82  | 8        | لم يتقدم    | لم يتقدم    | لم يتقدم | لم يتقدم |

نساء
| الرياضي   | الحدث | التصفيات | التصفيات | ربع النهائي | ربع النهائي | نصف النهائي | نصف النهائي | النهائي  | النهائي  |
| الرياضي   | الحدث | النتيجة  | ترتيب    | النتيجة     | ترتيب       | النتيجة     | ترتيب       | النتيجة  | ترتيب    |
| --------- | ----- | -------- | -------- | ----------- | ----------- | ----------- | ----------- | -------- | -------- |
| وسيلة سعد | 100 م | 13.60    | 8        | لم تتقدم    | لم تتقدم    | لم تتقدم    | لم تتقدم    | لم تتقدم | لم تتقدم |

## رياضة بدنية

### فني
أكمل نشوان الحرازي أعماله الروتينية على ثلاثة من الأجهزة الستة ، وكان أفضل عرض له على القبو ، حيث كان في المركز الستين من محاولته الأولى. لقد حاول التأهل لنهائي القفز عن طريق القيام بمحاولة ثانية ، لكنه انتهى به الأمر في المركز الأخير في ترتيب 2-vault.
رجال
| الرياضي       | الحدث        | تصفيات | تصفيات  | تصفيات | النهائي  | النهائي  | النهائي  |
| الرياضي       | الحدث        | نتيجة  | المجموع | ترتيب  | نتيجة    | المجموع  | ترتيب    |
| ------------- | ------------ | ------ | ------- | ------ | -------- | -------- | -------- |
| نشوان الحرازي | أرضي         | 13.250 | 13.250  | 75     | لم يتقدم | لم يتقدم | لم يتقدم |
| نشوان الحرازي | حصان المقابض | 12.525 | 12.525  | 74     | لم يتقدم | لم يتقدم | لم يتقدم |
| نشوان الحرازي | منصة القفز   | 15.250 | 15.250  | 16     | لم يتقدم | لم يتقدم | لم يتقدم |

## الجودو
خسر لاعب الجودو اليمني الوحيد في بكين مباراته في الدور الأول وتم إقصائه.
| الرياضي   | الحدث       | دور الـ 64                           | دور الـ 32    | دور الـ 16    | ربع النهائي   | نصف النهائي   | الملحق 1      | الملحق 2      | الملحق 3      | النهائي       | النهائي |
| الرياضي   | الحدث       | الخصم النتيجة                        | الخصم النتيجة | الخصم النتيجة | الخصم النتيجة | الخصم النتيجة | الخصم النتيجة | الخصم النتيجة | الخصم النتيجة | الخصم النتيجة | ترتيب   |
| --------- | ----------- | ------------------------------------ | ------------- | ------------- | ------------- | ------------- | ------------- | ------------- | ------------- | ------------- | ------- |
| علي خصروف | 60 كغم رجال | رسلان كيشماكوف (روسيا) خسر 0000–0200 | لم يتقدم      | لم يتقدم      | لم يتقدم      | لم يتقدم      | لم يتقدم      | لم يتقدم      | لم يتقدم      | لم يتقدم      |         |

## سباحة
السباح الوحيد الذي مثّل اليمن في بكين فشل في التأهل من التصفيات.
رجال
| الرياضي           | الحدث    | التصفيات | التصفيات | نصف النهائي | نصف النهائي | النهائي  | النهائي  |
| الرياضي           | الحدث    | نتيجة    | ترتيب    | نتيجة       | ترتيب       | نتيجة    | ترتيب    |
| ----------------- | -------- | -------- | -------- | ----------- | ----------- | -------- | -------- |
| عبد السلام الجدبي | 50 م حرة | 30.63    | 94       | لم يتقدم    | لم يتقدم    | لم يتقدم | لم يتقدم |